# Prêmio Potências de Atriz do Ano
O Prêmio Potências de Atriz do Ano é um prêmio dado anualmente no Prêmio Potências, uma cerimônia estabelecida em 2021, que visa valorizar o trabalho da comunidade negra nos principais ramos da sociedade, entre eles o artístico.

## Vencedoras e indicadas
| Ano  | Vencedoras e indicadas | Personagem            | Produção             | Ref   |
| ---- | ---------------------- | --------------------- | -------------------- | ----- |
| 2021 | Jéssica Ellen          | Camila                | Amor de Mãe          | [ 2 ] |
| 2022 | Aline Borges           | Zuleica               | Pantanal             | [ 3 ] |
| 2022 | Gabriela Loran         | Luana                 | Cara e Coragem       | [ 3 ] |
| 2022 | Jeniffer Dias          | Thamyres              | Rensga Hits!         | [ 3 ] |
| 2022 | Taís Araújo            | Maria Carolina/Capitu | Medida Provisória    | [ 3 ] |
| 2023 | Alice Carvalho         | Dinorah               | Cangaço Novo         | [ 4 ] |
| 2023 | Barbara Reis           | Aline                 | Terra e Paixão       | [ 4 ] |
| 2023 | Clara Moneke           | Kate                  | Vai na Fé            | [ 4 ] |
| 2023 | Juliana Alves          | Wanda                 | Amor Perfeito        | [ 4 ] |
| 2023 | Neusa Borges           | Malvina               | Mussum, o Filmis     | [ 4 ] |
| 2023 | Sheron Menezes         | Sol                   | Vai na Fé            | [ 4 ] |
| 2024 | Maria Bomani           | Rebeca                | Bandida: A Número Um | [ 5 ] |
| 2024 | Ayomi Domenica         | Sofia                 | Levante              | [ 5 ] |
| 2024 | Diana Mattos           | Betânia               | Betânia              | [ 5 ] |
| 2024 | Gabz                   | Viola                 | Mania de Você        | [ 5 ] |